# Ґері Тейлор
Ґері Тейлор (англ. Gary Taylor, нар. 14 жовтня 1961) — колишній стронгмен, паверліфтер, важкоатлет і бодібілдер з Уельсу.
В 1993 році в місті Оранж, Франція виграв титул Найсильнішої Людини Світу. До цього в 1991 році закінчив третім і 5 в 1992-му. В 1995 посів шосте місце.

## Особисті досягнення
- Вивага лежачи — 235 кг
- Присідання — 408 кг